# 志林規島
志林規島（しりんきとう）は、千島列島の北部にある火山島である。ロシア名はアンツィフェロフ島 (о. Анциферова)、英語表記はAntsiferov。

## 地理

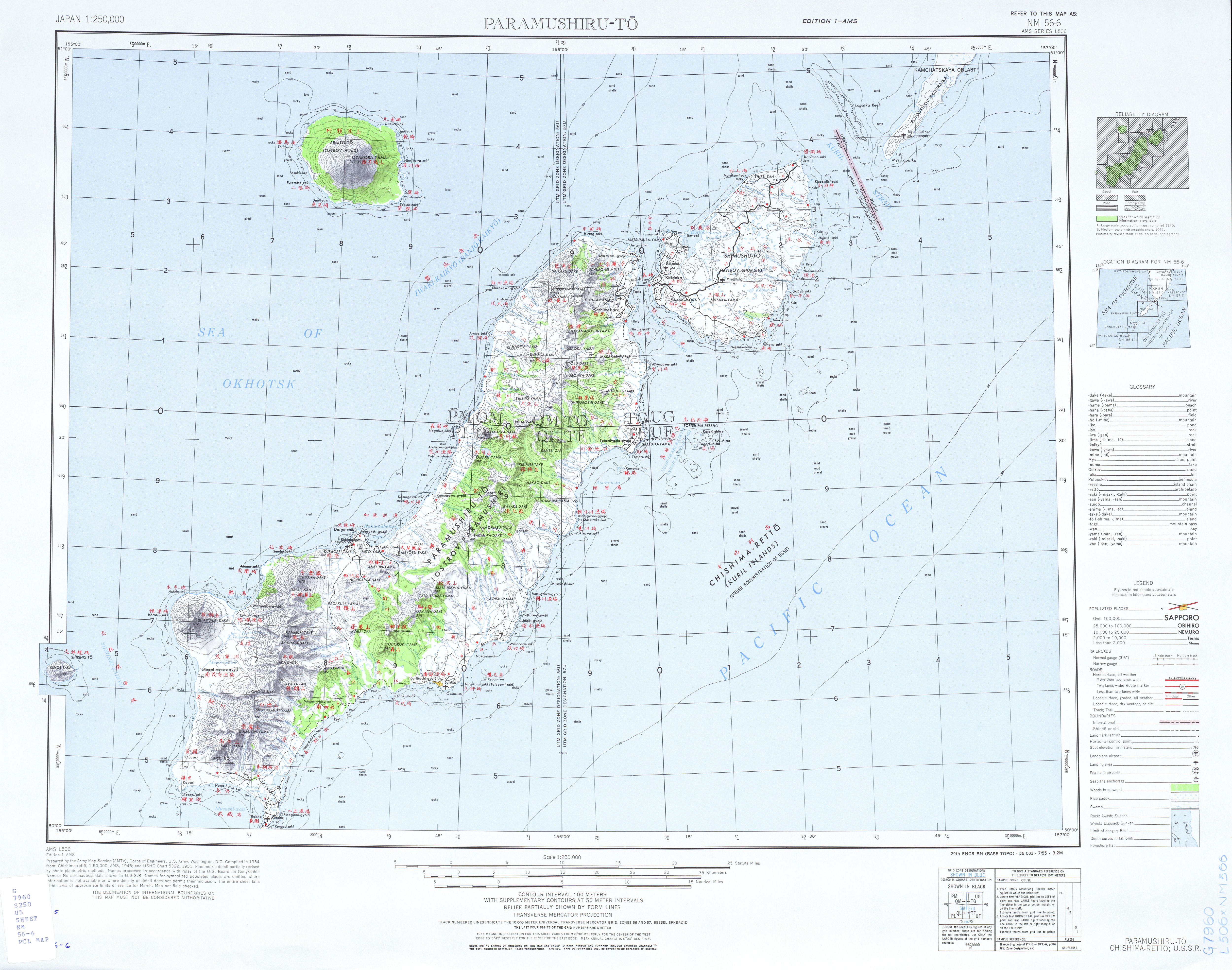
昭和29年のロパートカ岬・占守海峡・占守島・幌筵島・阿頼度島・志林規島

幌筵島南西端の樺里埼（ロシア名：カプエトヌイ岬、或いはカパリ岬 мыса Капари）の西北西、志林規海峡（ロシア名：ルジナ海峡 пр.Лужина）の沖約15キロメートルに位置する、直径3キロメートルのほぼ円形の島。島の中央部には、海抜761メートルの蓮華岳（ロシア名：シリンキ山 г.Ширинки）がそびえている。
島の南端部は千島列島のトドの五大繁殖地に数えられている。斜面では捕食者がいないことからフルマカモメやエトピリカが密度の高いコロニーを作り繁殖している。ミツユビカモメ類やハシブトウミガラスも数多くみられる。
全体的に円形の島で、海岸は概ね懸崖が直立している。また、上陸できる場所は数ヵ所しかなく、上陸したとしても切り立った崖が構えている。
船の接岸は困難で、北側の浜辺に15 - 20メートルの深さをもつ所がある。
なお、ロシア連邦は志林規島に寄るラッコや鳥獣類の保護のため、許可なく島に近寄ることや上陸することはもとより、周囲20キロメートルでの漁業活動も禁止している。

## 島名の由来
島の名前の由来はアイヌ語の「シ・リン・キ（甚だ・波・所）」で、意味は「ひどく波立つ所」となる。なお、ロシア名のアンツィフェロフは18世紀のはじめにヤサーク（毛皮税）を取り立てて住民を支配下に置くため北千島に遠征したコサックの首領ダニロ・ヤコブレヴィチ・アンツィフェロフ（アンツィフョーロフ）に由来する。

## 歴史
- 1700年（元禄13年）、元禄国絵図のため松前藩が幕府に呈上した松前島郷帳に、「しりんき」の名が見られる。
- 1855年（安政元年） - 日露通好条約によりロシア領となる。
- 1875年（明治8年） - 樺太・千島交換条約により日本領になる。

日本の行政区分においては、北海道根室支庁（現在の根室振興局）管内の占守郡に属していた。
現在、日本政府は国際法的には帰属未定地と主張しているが、ロシア連邦が実効支配している。

## 参考文献

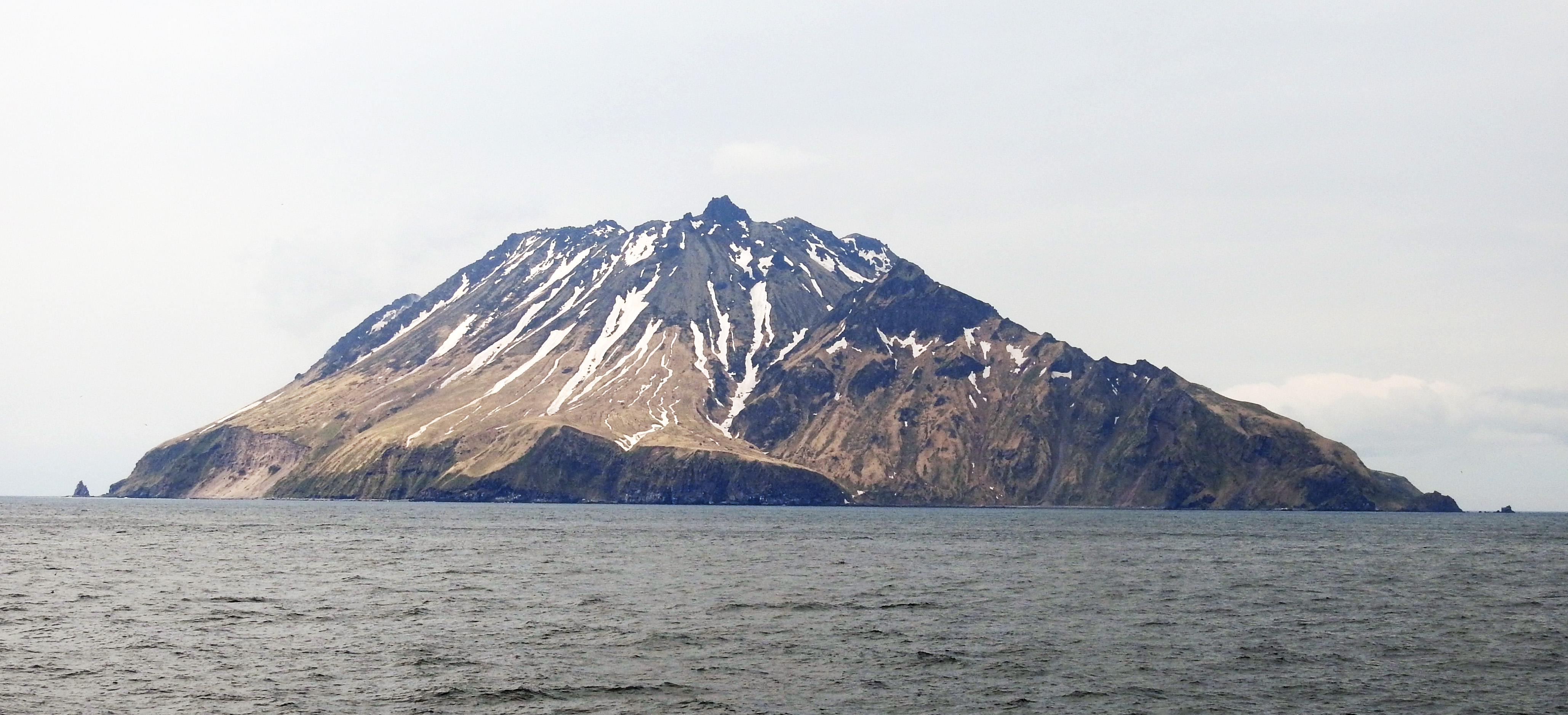
志林規島蓮華岳